# Општина Винтиљаска (Вранча)
Винтиљаска (рум. Vintileasca) општина је у Румунији у округу Вранча.
Oпштина се налази на надморској висини од 705 m.